# Estação Velódromo
A Estação Velódromo é uma das estações do Metrô da Cidade do México, situada na Cidade do México, entre a Estação Mixiuhca e a Estação Ciudad Deportiva. Administrada pelo Sistema de Transporte Colectivo, faz parte da Linha 9.
Foi inaugurada em 26 de agosto de 1987. Localiza-se no Viaduto Río de la Piedad. Atende o bairro Jardín Balbuena, situado na demarcação territorial de Venustiano Carranza, e o bairro Granjas México, situado na demarcação territorial de Iztacalco. A estação registrou um movimento de 3.401.904 passageiros em 2016.